# موريس خان
موريس خان (بالعبرية: מוריס קאהן‏) هو شخصية أعمال ورائد أعمال إسرائيلي، ولد في 1930 في بينوني في جنوب أفريقيا.

## وصلات خارجية
- الموقع الرسمي